# Astrogymnotes irimurai
Astrogymnotes irimurai är en ormstjärneart som beskrevs av Baker et al 200. Astrogymnotes irimurai ingår i släktet Astrogymnotes och familjen skinnormstjärnor. Inga underarter finns listade i Catalogue of Life.